# Dezemberträume
Dezemberträume ist ein Weihnachtsalbum für Kinder des deutschen Musikers Rolf Zuckowski aus dem Jahr 1993. Es gilt mit über einer Million verkauften Exemplaren als eines der meistverkauften deutschsprachigen Weihnachtsalben.

## Inhalt
Das Album Dezemberträume besteht zu einem Großteil aus Neukompositionen von Rolf Zuckowski. Wie auch im Album Winterkinder behandeln die Lieder Themen rund um die Winter- und Weihnachtszeit. Das titelgebende Lied thematisiert die Sehnsucht nach dem Zauber der Weihnachtszeit, das Wachwerden von Erinnerungen voller Wunder, Liebe und Geborgenheit. Ergänzt werden Zuckowskis eigene Kompositionen durch die traditionellen Weihnachtslieder Es ist für uns eine Zeit angekommen und Schneeflöckchen, Weißröckchen, die er zusammen mit John O’Brien-Docker neu bearbeitet hat. Auch in Der Winter ist ein rechter Mann und Fröhliche Weihnacht überall? greift Zuckowski auf traditionelle Texte zurück, die älteren Weihnachtsliedern entstammen.

## Titelliste
| Nr.          | Titel                               | Länge |
| ------------ | ----------------------------------- | ----- |
| 1.           | Dezemberträume                      | 4:22  |
| 2.           | Weihnachtszeit                      | 3:02  |
| 3.           | Kleiner, grüner Kranz               | 3:37  |
| 4.           | Winter                              | 3:55  |
| 5.           | Nikolaus und Weihnachtsmann         | 2:51  |
| 6.           | Bald, bald, bald                    | 2:54  |
| 7.           | Der Winter ist ein rechter Mann     | 2:08  |
| 8.           | Schneeflöckchen, Weißröckchen       | 1:38  |
| 9.           | Mein allerschönster Weihnachtstraum | 3:32  |
| 10.          | Es ist für uns eine Zeit angekommen | 2:20  |
| 11.          | Wenn ich an Weihnachten denk´       | 2:26  |
| 12.          | Fröhliche Weihnacht überall?        | 2:58  |
| 13.          | Mitten in der Nacht                 | 3:46  |
| 14.          | Danke, lieber Tannenbaum            | 2:49  |
| 15.          | Das Jahr geht zu Ende               | 3:40  |
| Gesamtlänge: | Gesamtlänge:                        | 45:58 |

## Kommerzieller Erfolg

### Chartplatzierungen
Dezemberträume erreichte in der Chartwoche vom 3. Januar 1994 mit Rang 8 seine bislang beste Platzierung. Das Album konnte sich bis zur Weihnachtsperiode 1998/99 regelmäßig in den Charts platzieren, bevor eine vorübergehende Pause einsetzte, die bis zur Periode 2010/11 andauerte. Seitdem war Dezemberträume in beinahe jeder Weihnachtsperiode erneut in den Charts vertreten. Bisher platzierte sich das Album über 50 Wochen in den Top 100.
| Periode   | Höchstplatzierung, GesamtwochenChartsChartplatzierungen (Periode, Platzierungen, Wochen) |
| Periode   | DE                                                                                       |
| --------- | ---------------------------------------------------------------------------------------- |
| 1993/94   | DE8 (9 Wo.)DE                                                                            |
| 1994/95   | DE27 (5 Wo.)DE                                                                           |
|           |                                                                                          |
|           |                                                                                          |
| 1996/97   | DE44 (4 Wo.)DE                                                                           |
| 1997/98   | DE42 (4 Wo.)DE                                                                           |
| 1998/99   | DE62 (2 Wo.)DE                                                                           |
|           |                                                                                          |
|           |                                                                                          |
| 2010/11   | DE94 (1 Wo.)DE                                                                           |
| 2011/12   | DE90 (1 Wo.)DE                                                                           |
| 2012/13   | DE85 (1 Wo.)DE                                                                           |
|           |                                                                                          |
|           |                                                                                          |
| 2015/16   | DE91 (1 Wo.)DE                                                                           |
|           |                                                                                          |
|           |                                                                                          |
| 2017/18   | DE79 (1 Wo.)DE                                                                           |
| 2018/19   | DE91 (1 Wo.)DE                                                                           |
| 2019/20   | DE73 (4 Wo.)DE                                                                           |
| 2020/21   | DE51 (5 Wo.)DE                                                                           |
| 2021/22   | DE65 (6 Wo.)DE                                                                           |
| 2022/23   | DE45 (6 Wo.)DE                                                                           |
| 2023/24   | DE44 (5 Wo.)DE                                                                           |
| 2024/25   | DE48 (5 Wo.)DE                                                                           |
| Insgesamt | DE8 (61 Wo.)DE                                                                           |

### Auszeichnungen für Musikverkäufe
2012 bekam Dezemberträume für über eine Million verkaufte Einheiten eine doppelte Platin-Schallplatte verliehen und zählt damit zu den meistverkauften Musikalben Deutschlands. Zuvor erreichte das Album Dreifach-Gold im Jahr 2002, Platin-Status im Jahr 1997 und Gold-Status im Jahr 1994. Zusammen mit Weihnachten mit Roger Whittaker belegt Dezemberträume Rang 5 in der Liste der meistverkauften Weihnachtsalben in Deutschland.
| Land/Region        | Auszeichnungen für Musikverkäufe (Land/Region, Auszeichnung, Verkäufe) | Verkäufe  |
| ------------------ | ---------------------------------------------------------------------- | --------- |
| Deutschland (BVMI) | 2× Platin                                                              | 1.000.000 |
| Insgesamt          | 2× Platin ·                                                            | 1.000.000 |